# Langues toungouses
Cet article concerne les langues toungouses. Pour les peuples toungouses, voir Toungouses.
Les langues toungouses, toungousiques ou langues toungouses-mandchoues forment une famille de langues parlées en Asie du Nord et de l'Est, principalement par les peuples toungouses. Elles sont souvent rapprochées des langues turques et mongoles au sein de la superfamille des langues altaïques, mais ce regroupement demeure très controversé,,.

## Histoire
Certains linguistes estiment que l'ancêtre commun aux langues toungouses était originaire de Mandchourie, et se serait séparé entre 500 avant J.-C. et 500 après J.-C.. D'autres suggèrent une origine plus près du lac Baïkal. Certaines sources décrivent les Donghu comme toungouses, cependant cette hypothèse ne fait pas l'unanimité. Vovin estime que les toungouses septentrionaux ont commencé à migrer du Nord du Primorié vers le lac Baïkal il y a 2000 ans.
Le jurchen, la première langue toungouse attestée, a été écrite pour la première fois en écriture jurchen (écriture basée sur les écritures khitanes) par les dirigeants de la dynastie Jin au XIIe siècle environ,. En 1636, les Jurchens deviennent les Mandchous. Désormais, le mandchou ne compte que très peu de locuteurs. Le xibe a conservé une tradition littéraire, mais recule face au mandarin.
Les autres langues toungouses n'ont pas de tradition littéraire, et bien qu'elles soient écrites avec l'alphabet cyrillique, elles sont surtout parlées.

## Caractéristiques linguistiques
Les langues toungouses sont agglutinantes, certaines d'entre-elles ont beaucoup de cas grammaticaux et des systèmes de temps élaborés. Ce sont des langues SOV, c'est-à-dire que l'ordre normal des mots dans la phrase est sujet - objet - verbe.

## Classification interne

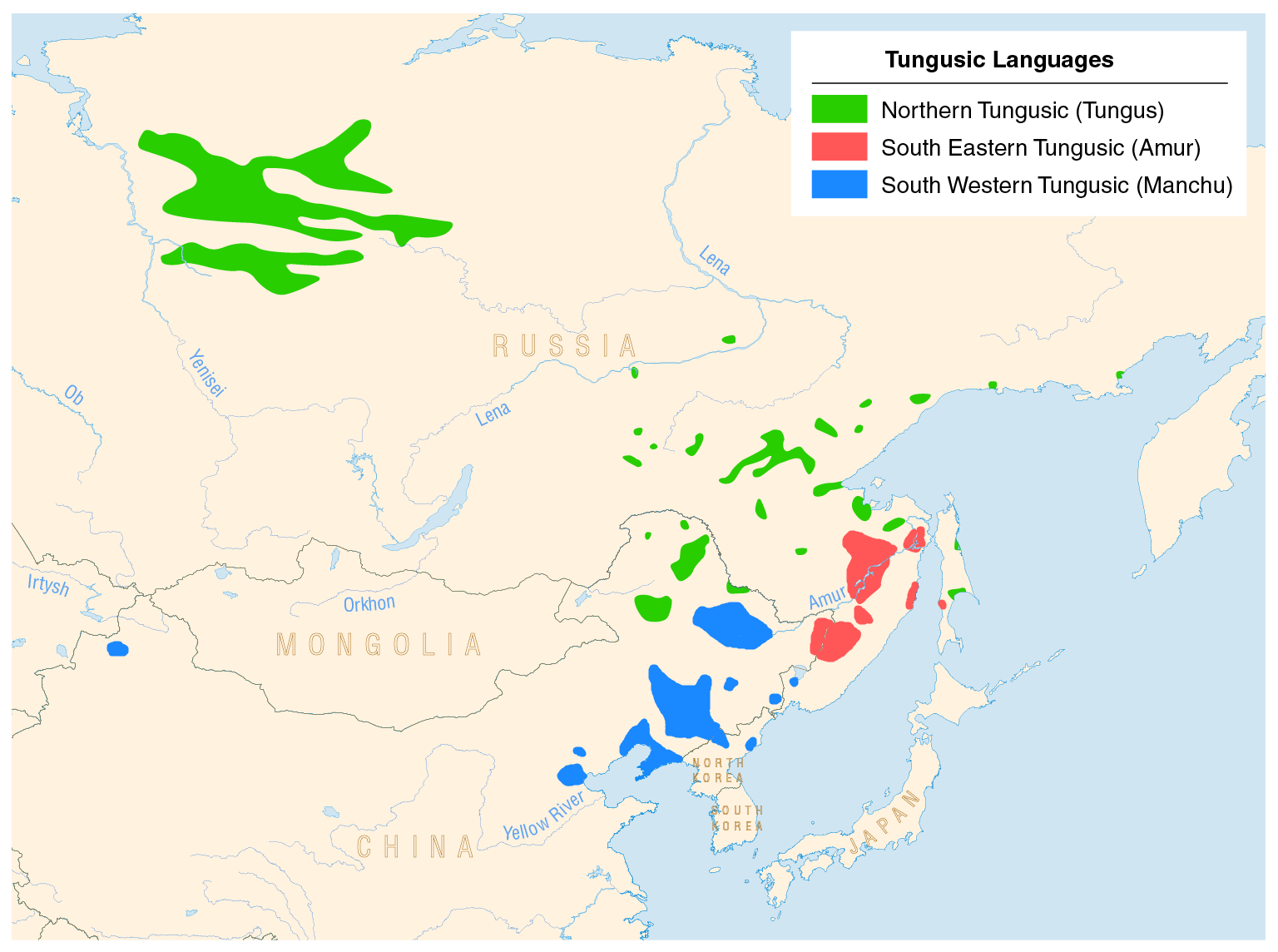
Répartition des langues toungouses.

Une classification en deux branches (Nord et Sud) a été proposée, mais la classification des groupes intermédiaires est contestée.
Quatre groupes bien établis ont été reconnus par Hölzl :
- langues événiques (évène, évenk, néguidale, oroqen, kili)
- langues oudihéiques (oudihé, orotche)
- langues nanaïques (nanaï, orok, oultche)
- langues jurcheniques (jurchen (puis mandchou et xibe), bala, kyakala, altchuka)

Vovin remarque que les langues jurcheniques divergent considérablement des autres langues toungouses méridionales (mais en font partie). Une telle divergeance viendrait d'influences de langues coréaniques, du khitan (langue para-mongole), peut-être de langues tchoukotko-kamtchatkiennes et de langues inconnues.
Certains auteurs affirment que l'avar pannonien était une langue toungouse,.
Ci-dessous, la classification traditionnelle des langues toungouses :
- langues toungouses
  - langues toungouses septentrionales/événiques
    - évène
    - évenki
      - solon
        - ongkor solon[17]
        - évenki khamnigan

      - yakoute évenki
      - oroqen
      - néguidale
      - kili (classé au sein des langues oudihéiques par Glottolog)[18]

  - langues oudihéiques (classées au sein des langues toungouses centrales, avec le nanaïque par Glottolog)[19]
    - oudihé
    - orotche

  - langues tougouses méridionales/jurcheno-nanaïques
    - langues nanaïques
      - nanaï
      - langues oultchiques[20]
        - oultche
        - orok

    - langues jurcheniques
      - mohe†[21]
        - jurchen†
          - mandchou
          - xibe

        - langues xi yeren[22]
          - bala†[23],[24]
          - altchuka†[23]

        - kyakala†[23]

  - non classé :
    - avar pannonien† (?)

Zimin (2020) propose une classification différente des langues toungouses-mandchoues :
- langues toungouses-mandchoues
  - langues jurcheniques
  - langues toungouses
    - langues nanaïques
    - langues oudihéiques-événiques
      - langues oudihéiques
      - langues événiques

## Relations externes
Pour le moment, aucune relation phylogénétique n'a été prouvée et reconnue par tous entre les langues toungouses et d'autres familles linguistiques. Plusieurs propositions ont été faites :
- langues altaïques : langues turques, mongoles, toungouses (plus parfois langues coréaniques, japoniques et aïnoues)
- langues macro-toungouses[25] : langues toungouses, coréaniques, japoniques et aïnoues
- langues eurasiatiques[26]
- langues nostratiques[27]
- langues boréales[28]

## Données statistiques
Ces données sont extraites de deux sources. La première en italique renvoie à une page Internet pour le côté chinois : ces données sont citées pour indication mais restent à mesurer. Le recensement de la fédération de Russie, daté de 2002, porte sur les autres indications.
| Langue (et classe)                                          | Localisation   | Population | Locuteurs          |
| ----------------------------------------------------------- | -------------- | ---------- | ------------------ |
| Orotche                                                     | Russie         | 884        | 20,3 %             |
| Nanaï (anciennement « golde »)                              | Russie (Chine) | 12 355     | 49,4 %             |
| Hezhe                                                       | Chine (Russie) | 1 476      | 40 (morte ?)       |
| Oudihé ou khor                                              | Russie         | 1 665      | 31,2 %             |
| Orok ou ouïlta                                              | Russie         | 432        | 46,9 %             |
| Oultche                                                     | Russie         | 3 098      | 35,0 %             |
| Sibe, xibe ou xibo                                          | Chine          | 83 629     | 2 676              |
| Mandchou                                                    | Chine          | 4 299 159  | 10 (morte ?)       |
| jurchen                                                     | ?              | ?          | 0 (langue éteinte) |
| Néguidale                                                   | Russie         | 806        | 31,4 %             |
| Évenk (anciennement « toungouse »)                          | Russie, Chine  | 35 377     | 32,8 %             |
| Évenki khamnigan (en relation à la langue évenke)           | Chine          | 1 600      | 1 000              |
| Yakoute Évenki (en relation à la langue évenke)             | Chine          | 200        | ?                  |
| Évène (anciennement « lamoute »)                            | Russie         | 19 242     | 46,0 %             |
| Oroqen (une partie est comptée parmi les Evenks en Sibérie) | Chine, Russie  | 4 132      | 2 240              |
| Solon (en relation à la langue évenke)                      | Chine          | 18 000     | 17 000             |

## Proto-toungouse
Le proto-toungouse est l'ancêtre commun hypothétique à toutes les langues toungouses. Sa phonologie a été reconstruite par Tsintsius (1949) pour les consonnes et Benzing (1955) pour les voyelles. Le Dictionnaire étymologique des langues altaïques liste 100 mots reconstruits.

### Phonologie
|            | labiales | dentales | palatales | vélaires |
| ---------- | -------- | -------- | --------- | -------- |
| occlusives | p/b      | t/d      |           | k/g      |
| affriquées |          |          | č/ǯ       |          |
| fricatives |          | s        | š         | x        |
| nasales    | m        | n        | ń         | ŋ        |
| latérales  |          | l        |           |          |
| rhotiques  |          | r        |           |          |
| spirantes  | w        |          | j         |          |

|          | antérieures | centrales | postérieures |
| -------- | ----------- | --------- | ------------ |
| fermées  | i, ü        |           | ï,u          |
| moyennes | e           | ö         | o            |
| ouvertes |             | a         |              |

### Lexique reconstruit
| numéro | français                               | proto-toungouse           |
| ------ | -------------------------------------- | ------------------------- |
| 1      | feu                                    | *toga                     |
| 2      | nez                                    | *opora                    |
| 3      | aller                                  | *ńē(b)-, ńū(b)-           |
| 4      | eau                                    | *mū                       |
| 5      | bouche                                 | *am-ŋa                    |
| 6      | langue                                 | *xilŋü                    |
| 7      | sang                                   | *sēgV-                    |
| 8      | os                                     | *xīkeri, *xīgeri          |
| 9      | pronom de la 2e personne du singulier  | *si                       |
| 10     | racine                                 | *pule, *ŋǖnte             |
| 11     | venir                                  | *ǯi- (~*di-)              |
| 12     | sein                                   | *kuku-n, *xuku-n          |
| 13     | pluie                                  | *udu-n                    |
| 14     | pronom de la 1re personne du singulier | *bi                       |
| 15     | nom                                    | *gerbǖ                    |
| 16     | pou                                    | *kumke                    |
| 17     | aile                                   | *xasa-kī                  |
| 18     | chair/viande                           | *ul-(k)se                 |
| 19     | main/bras                              | *ŋāla                     |
| 20     | mouche                                 | *dilu-kē                  |
| 21     | nuit                                   | *dolba                    |
| 22     | oreille                                | *sian                     |
| 23     | cou                                    | *moŋa-n                   |
| 24     | loin                                   | *gora                     |
| 25     | faire                                  | *ar-, *o-                 |
| 26     | maison                                 | *ǯīb                      |
| 27     | pierre                                 | *ǯola-                    |
| 28     | amer                                   | *ǯujar-                   |
| 29     | dire                                   | *ɡūn-                     |
| 30     | dent                                   | *xǖkte                    |
| 31     | cheveux                                | *xińŋa-, *ńūrikte, *puńe- |
| 32     | grand                                  | *amba                     |
| 33     | un                                     | *emu-, *ume-              |
| 34     | qui ?                                  | *ŋǖ                       |
| 35     | pronom de la 3e personne du singulier  | *i                        |
| 36     | battre/frapper                         | *por-                     |
| 37     | jambe/pied                             | *begdi, *bugdi            |
| 38     | corne                                  | *xüj(k)e                  |
| 39     | ceci                                   | *e-                       |
| 40     | poisson                                | *liamba-                  |
| 41     | hier                                   | *tīnu-                    |
| 42     | boire                                  | *um(i)-                   |
| 43     | noir                                   | *koŋna-                   |
| 44     | nombril                                | *xulŋu-                   |
| 45     | être debout                            | *ili-                     |
| 46     | mordre                                 | *sia-                     |
| 47     | arrière                                | *arka-n                   |
| 48     | vent                                   | *xedün                    |
| 49     | fumée                                  | *saŋńan                   |
| 50     | quoi ?                                 | *xia, *xai                |
| 51     | enfant                                 | *kuŋā                     |
| 52     | œuf                                    | *umū-kta                  |
| 53     | donner                                 | *bu-                      |
| 54     | nouveau                                | *nebi                     |
| 55     | brûler                                 | *dur-                     |
| 56     | ne... pas                              | *ā(n)-, *e-               |
| 57     | bien                                   | *ule-                     |
| 58     | savoir                                 | *sa-                      |
| 59     | genou                                  | *top(V)g-                 |
| 60     | sable                                  | *siru-                    |
| 61     | rire                                   | *ińe-                     |
| 62     | entendre                               | *dōldī-                   |
| 63     | sol                                    | *na                       |
| 64     | feuille                                | *xabda(-nsa)              |
| 65     | rouge                                  | *pula-                    |
| 66     | foie                                   | *pākin                    |
| 67     | cacher                                 | *sume-                    |
| 68     | peau                                   | *nansa                    |
| 69     | sucer                                  | *čupa-, *šupa-            |
| 70     | porter                                 | *ǯaǯa-                    |
| 71     | fourmi                                 | *xīrükte                  |
| 72     | lourd                                  | *xur-ge                   |
| 73     | prendre                                | *al(i)-                   |
| 74     | vieux                                  | *saɡ-da-                  |
| 75     | manger                                 | *ǯe-p-                    |
| 76     | cuisse                                 | *bōka-n,*bōga-n           |
| 77     | épais                                  | *dir-                     |
| 78     | long                                   | *ŋōli                     |
| 79     | souffler                               | *pul(i)gi-                |
| 80     | bois                                   | *gola, *mō                |
| 81     | courir                                 | *meŋ-, *pukti-            |
| 82     | tomber                                 | *tük-, *tüg-              |
| 83     | œil                                    | *ńia-sa                   |
| 84     | cendre                                 | *pulńe                    |
| 85     | queue                                  | *xürgü                    |
| 86     | chien                                  | *ŋinda-                   |
| 87     | pleurer                                | *soŋa-                    |
| 88     | attacher                               | *sub-, *uji-              |
| 89     | voir                                   | *ice-                     |
| 90     | doux                                   | *(x)ala, *ǯutī, *dal-di   |
| 91     | corde                                  | *put-                     |
| 92     | ombre                                  | *kVlm-, *gVlm-            |
| 93     | oiseau                                 | *š[i]ču-kān               |
| 94     | sel                                    | *tak(V), *tag(V)          |
| 95     | petit                                  | *ŋüši-, *nisi-            |
| 96     | étendu                                 | *xemŋe                    |
| 97     | étoile                                 | *xōsi-kta                 |
| 98     | dans                                   | *dō                       |
| 99     | dur                                    | *pit(a), *(x)etu          |
| 100    | écraser, moudre                        | *mōsa-                    |